# Sarah Kaufman
Sarah Kaufman (Victoria, 20 settembre 1985) è una lottatrice di arti marziali miste canadese.
Combatte nella divisione dei pesi gallo per l'organizzazione statunitense UFC.
È stata la prima campionessa dei pesi gallo Strikeforce nel 2010 con una difesa del titolo ed ha lottato per riconquistare tale cintura nel 2012, perdendo contro Ronda Rousey; in precedenza è stata anche la prima ed unica campionessa dei pesi gallo nell'organizzazione canadese Hardcore Championship Fighting.
È stata premiata Fighter of the Year e Bantamweight of the Year ai Women's Mixed Martial Arts Awards nel 2009.
Per il sito specializzato MMARising.com Kaufman è la settima lottatrice più forte del mondo pound for pound, e per le classifiche unificate è la quarta più forte del mondo nella categoria dei pesi gallo; per i ranking ufficiali dell'UFC è la contendente numero 5 nella divisione dei pesi gallo.
Nel 2010 è stata inserita nella lista dei 25 migliori lottatori del mondo under 25 come il sesto miglior prospetto delle MMA.

## Caratteristiche tecniche
La caratteristica principale dello stile di combattimento di Sarah Kaufman è la sua boxe aggressiva: difatti tutte le sue vittorie nelle quali ha finalizzato l'avversaria sono venute per KO o KO tecnico, in quanto evita la lotta a terra nonostante sia una cintura marrone di jiu jitsu brasiliano.

## Carriera nelle arti marziali miste

### Inizi
Sarah Kaufman è un'ex studentessa dell'università di Victoria, sua città natale, dove si applicò allo scopo di diventare una chirurga cardiovascolare.
A livello sportivo praticò per molti anni la danza fino ai 17 anni di età, quando nella struttura dove faceva i corsi di danza venne aperta una palestra di arti marziali miste gestita da Adam Zugec.
Sarah entrò nella palestra inizialmente per praticare fitboxe, ma ben presto passò alla lotta vera e propria concentrandosi in particolare nel jiu jitsu brasiliano.

### In Canada: TKO e HCF
La Kaufman debutta nelle arti marziali miste il 3 giugno 2006 con una vittoria per KO.
Successivamente combatte altri incontri in leghe minori vincendoli tutti; in particolare mette KO la connazionale Alexis Davis, futura campionessa Raging Wolf e lottatrice nella Strikeforce.
Nel 2007 passa alla TKO Major League MMA, la più importante lega di arti marziali miste del Canada, dove esordisce contro Valerie Letourneau in quello che è stato il primo incontro femminile della storia della TKO.
Con un record di 5-0 fatto tutto di vittorie per KO la Kaufman ha la possibilità di combattere per un titolo, ovvero quello dei pesi gallo per l'organizzazione Hardcore Championship Fighting, che ancora non aveva avuto una campionessa del titolo.
Sarah mette KO anche Ginele Marquez e viene quindi incoronata come la prima campionessa HCF.
Nel marzo 2008 difende il titolo dalla statunitense Molly Helsel per KO alla seconda ripresa.
Anche nel 2009 la Kaufman è inarrestabile e in un incontro negli Stati Uniti stende Sarah Schneider: porta così la sua serie di vittorie ad 8 incontri consecutivi con 8 KO.

### Strikeforce

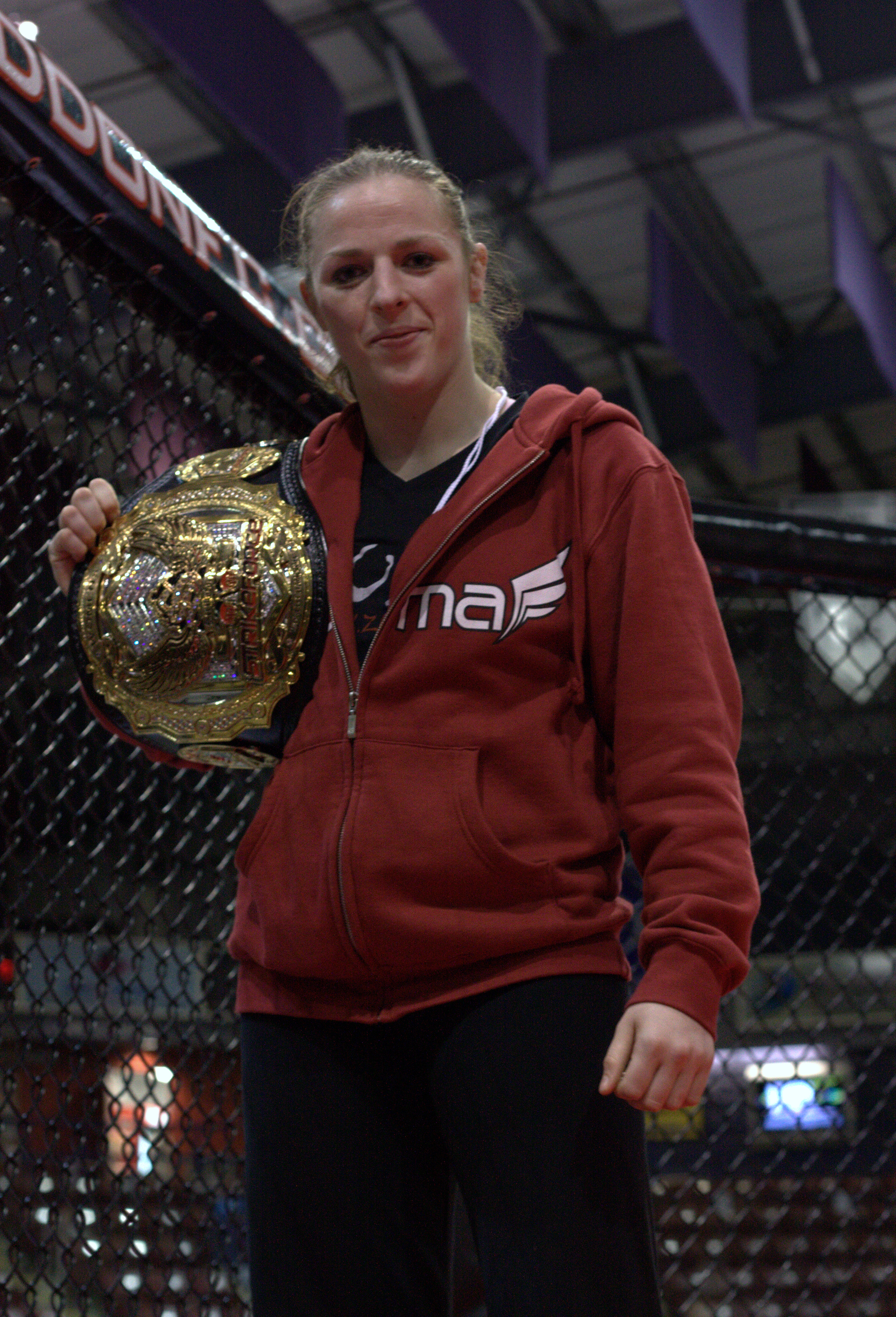
Sarah Kaufman nel 2010 con la cintura di campionessa Strikeforce

Sarah arriva in Strikeforce nel 2009; al tempo la Strikeforce era considerata la Mecca delle arti marziali miste femminili come livello delle lottatrici nell'ottagono.
L'esordio la mise contro un'altra esordiente, ovvero la campionessa Freestyle Cage Fighting e futura fuoriclasse delle WMMA Miesha "Takedown" Tate; oltretutto l'incontro dell'evento Strikeforce Challengers: Evangelista vs. Aina doveva essere tra la Miesha e Kim Couture, ma quest'ultima era indisponibile e quindi venne rimpiazzata dalla Sarah.
Lo scontro tra i due talenti e rispettive campionesse nazionali terminò con la vittoria ai punti della canadese, che portò quindi la serie di vittorie consecutive a 9, ma per la prima volta nella sua carriera vinse per giudizio degli arbitri.
Sarah dà un'ulteriore dimostrazione di essere una lottatrice da vertice mondiale sconfiggendo l'ex stella della ShoXC Shayna Baszler, anche in questo caso ai punti.
Nel 2010 Sarah Kaufman viene quindi scelta per essere una delle due contendenti per il nuovo titolo femminile dei pesi gallo Strikeforce; l'avversaria è la giapponese Takayo Hashi, ex campionessa Smackgirl ai danni della forte Hitomi Akano, e l'evento venne intitolato Strikeforce Challengers: Kaufman vs. Hashi: fu il secondo evento della storia della promozione Strikeforce che prevedeva come match principale una sfida tra femmine dopo l'evento Strikeforce: Carano vs. Cyborg del 15 agosto 2009.
Sarah s'impone per la terza volta consecutiva ai punti, questa volta in un incontro al meglio dei 5 round, divenendo la prima campionessa dei pesi gallo nella storia della Strikeforce.
Lo stesso anno difende il titolo contro la statunitense Roxanne Modafferi, esperta e pluridecorata campionessa residente in Giappone che vanta un titolo IFC e ISKA, un titolo FFF e la vittoria del torneo nipponico K-GRACE; Kaufman vince il suo dodicesimo incontro consecutivo e torna alla vittoria per KO grazie ad uno spettacolare body slam che le varrà il riconoscimento Knockout of the Year ai 2010 Women's Mixed Martial Arts Awards.
Sempre nel 2010 però Kaufman subì la sua prima sconfitta in carriera e perse il titolo per mano dell'olandese Marloes Coenen, lottatrice con più di 20 incontri alle spalle e che già aveva lottato per il titolo dei pesi piuma Strikeforce contro Cristiane "Cyborg" Santos; la Coenen riuscì nell'impresa sottomettendo la Kaufman con un armbar, la classica leva all'articolazione del braccio.
Successivamente sconfigge ai punti Liz Carmouche e Alexis Davis, tornando quindi in corsa per sfidare la neocampionessa Ronda Rousey; in particolare l'incontro con la connazionale Alexis fu molto combattuto e visivamente gore, ed ottenne il riconoscimento Fight of the Year ai 2012 Women's Mixed Martial Arts Awards.
La sfida contro la fortissima judoka Ronda avviene nell'agosto del 2012, e qui Sarah non può nulla contro il solito gameplan della statunitense che sottomette Kaufman con un armbar in meno di un minuto.

### Invicta FC
Subito dopo la sconfitta patita nella sfida per il titolo Kaufman accetta di lottare nella nuova organizzazione di MMA femminili Invicta FC restando sotto contratto con la Strikeforce, che però nel 2013 venne acquisita dall'UFC.
Avrebbe dovuto debuttare il 6 ottobre 2012 contro Kaitlin Young, ma a causa di un infortunio diede forfait.
Nel febbraio 2013 venne annunciato il suo passaggio alla prestigiosa promozione UFC, ma Sarah dovette attendere per il proprio debutto nell'ottagono in quanto per il 6 aprile aveva già in programma la sfida in Invicta FC contro Leslie Smith, sfida vinta ai punti in un incontro spettacolare ed equilibrato che venne premiato con il riconoscimento Fight of the Night.

### Ultimate Fighting Championship
Nel 2013 Sarah Kaufman entrò quindi a far parte del roster dei pesi gallo dell'UFC, al tempo considerata la più prestigiosa promozione di MMA al mondo.
Inserita come la contendente numero 2 al titolo nei ranking ufficiali dell'organizzazione, Sarah avrebbe dovuto esordire in agosto contro la numero 4 Sara McMann, ma quest'ultima diede forfait a poche settimane dal match.
Il debutto avvenne nell'ottobre del 2013 e fu sfortunato, in quanto l'ex campionessa Strikeforce venne sconfitta con un discutibile punteggio contro l'ex peso mosca Jessica Eye; nei primi mesi del 2014 la commissione del Texas cambiò il risultato dell'incontro in "No Decision" in quanto Jessica Eye venne trovata positiva all'utilizzo di marijuana, sostanza non consentita da regolamento.
Nell'aprile 2014 avrebbe dovuto affrontare Shayna Baszler, ma prima lei e poi la sua sostituta Amanda Nunes diedero forfait causa infortuni, e così ad una settimana dall'evento subentrò l'ex peso mosca Leslie Smith per un rematch tra le due: questa volta Sarah s'impose agevolmente sull'avversaria in tutti e tre i round, ottenendo la prima vittoria in UFC.
Precisamente un anno dopo, nel 2015, affrontò per la terza volta la canadese Alexis Davis. Dopo aver vinto il primo round grazie alle ottime abilità nello stirking, Kaufman venne intrappolata inizialmente in uno strangolamento a triangolo e successivamente in un armbar che la portarono alla resa.
A dicembre avrebbe dovuto affrontare Germaine de Randamie. Tuttavia, quest'ultima subì un infortunio il 3 di dicembre e venne sostituita da Valentina Shevchenko. La Kaufman venne sconfitta per decisione non unanime.

## Risultati nelle arti marziali miste
| Risultato   | Record   | Avversario           | Metodo                   | Evento                                           | Data             | Round | Tempo | Città                        | Note                                         |
| ----------- | -------- | -------------------- | ------------------------ | ------------------------------------------------ | ---------------- | ----- | ----- | ---------------------------- | -------------------------------------------- |
| Sconfitta   | 17-4 (1) | Valentina Shevchenko | Decisione (non unanime)  | UFC on Fox: dos Anjos vs. Cerrone 2              | 19 dicembre 2015 | 3     | 5:00  | Orlando, Stati Uniti         |                                              |
| Sconfitta   | 17-3 (1) | Alexis Davis         | Sottomissione (armbar)   | UFC 186: Dillashaw vs. Barao II                  | 25 aprile 2015   | 2     | 1:52  | Montréal, Canada             |                                              |
| Vittoria    | 17-2 (1) | Leslie Smith         | Decisione (unanime)      | UFC Fight Night: Bisping vs. Kennedy             | 16 aprile 2014   | 3     | 5:00  | Québec, Canada               |                                              |
| No Decision | 16-2 (1) | Jessica Eye          | No Decision (marijuana)  | UFC 166: Velasquez vs. dos Santos 3              | 19 ottobre 2013  | 3     | 5:00  | Houston, Stati Uniti         | Debutto in UFC                               |
| Vittoria    | 16-2     | Leslie Smith         | Decisione (non unanime)  | Invicta FC 5: Penne vs. Waterson                 | 5 aprile 2013    | 3     | 5:00  | Kansas City, MO, Stati Uniti | Debutto in Invicta FC                        |
| Sconfitta   | 15-2     | Ronda Rousey         | Sottomissione (armbar)   | Strikeforce: Rousey vs. Kaufman                  | 18 agosto 2012   | 1     | 0:54  | San Diego, Stati Uniti       | Per il titolo dei Pesi Gallo Strikeforce     |
| Vittoria    | 15-1     | Alexis Davis         | Decisione (maggioranza)  | Strikeforce: Tate vs. Rousey                     | 3 marzo 2012     | 3     | 5:00  | Columbus, Stati Uniti        |                                              |
| Vittoria    | 14–1     | Liz Carmouche        | Decisione (unanime)      | Strikeforce Challengers: Voelker vs. Bowling III | 22 luglio 2011   | 3     | 5:00  | Las Vegas, Stati Uniti       |                                              |
| Vittoria    | 13–1     | Megumi Yabushita     | KO Tecnico (pugni)       | AFC 5: Judgment Day                              | 2 aprile 2011    | 3     | 3:34  | Victoria, Canada             |                                              |
| Sconfitta   | 12–1     | Marloes Coenen       | Sottomissione (armbar)   | Strikeforce: San Jose                            | 9 ottobre 2010   | 3     | 1:59  | San Jose, Stati Uniti        | Perde il titolo dei Pesi Gallo Strikeforce   |
| Vittoria    | 12–0     | Roxanne Modafferi    | KO (body slam)           | Strikeforce Challengers: del Rosario vs. Mahe    | 23 luglio 2010   | 3     | 4:45  | Everett, Stati Uniti         | Difende il titolo dei Pesi Gallo Strikeforce |
| Vittoria    | 11–0     | Takayo Hashi         | Decisione (unanime)      | Strikeforce Challengers: Kaufman vs. Hashi       | 26 febbraio 2010 | 5     | 5:00  | San Jose, Stati Uniti        | Vince il titolo dei Pesi Gallo Strikeforce   |
| Vittoria    | 10–0     | Shayna Baszler       | Decisione (unanime)      | Strikeforce Challengers: Villasenor vs. Cyborg   | 19 giugno 2009   | 3     | 5:00  | Kent, Stati Uniti            |                                              |
| Vittoria    | 9–0      | Miesha Tate          | Decisione (unanime)      | Strikeforce Challengers: Evangelista vs. Aina    | 15 maggio 2009   | 3     | 3:00  | Fresno, Stati Uniti          | Debutto in Strikeforce                       |
| Vittoria    | 8–0      | Sarah Schneider      | KO Tecnico (pugni)       | PFC: Best of Both Worlds 2                       | 23 aprile 2009   | 2     | 1:43  | Lemoore, Stati Uniti         |                                              |
| Vittoria    | 7–0      | Molly Helsel         | KO Tecnico (pugni)       | HCF: Crow's Nest                                 | 29 marzo 2008    | 2     | 2:44  | Gatineau, Canada             | Difende il titolo dei Pesi Gallo HCF         |
| Vittoria    | 6–0      | Ginele Marquez       | KO Tecnico (pugni)       | HCF: Title Wave                                  | 19 ottobre 2007  | 2     | 3:22  | Calgary, Canada              | Vince il titolo dei Pesi Gallo HCF           |
| Vittoria    | 5–0      | Valerie Letourneau   | KO Tecnico (pugni)       | TKO 29: Repercussion                             | 1º giugno 2007   | 2     | 1:36  | Montréal, Canada             |                                              |
| Vittoria    | 4–0      | Alexis Davis         | KO Tecnico (pugni)       | UWC 7: Anarchy                                   | 7 aprile 2007    | 3     | -     | Winnipeg, Canada             |                                              |
| Vittoria    | 3–0      | Misty Shearer        | KO Tecnico (stop medico) | KOTC: Amplified                                  | 26 novembre 2006 | 2     | 5:00  | Edmonton, Canada             |                                              |
| Vittoria    | 2–0      | Sarah Draht          | KO Tecnico (pugni)       | KOTC: Insurrection                               | 6 ottobre 2006   | 1     | 0:17  | Vernon, Canada               |                                              |
| Vittoria    | 1–0      | Liz Posener          | KO (pugno)               | North American Challenge 23                      | 3 giugno 2006    | 3     | 1:03  | Vancouver, Canada            |                                              |